# Нюрки Тапіоваара
Нюрки Тапіоваара (фін. Veikko Nyyrikki (Nyrki) Tapiovaara 10 вересня 1911, Пітяянмякі, Гельсінкі, Велике князівство Фінляндське — 29 лютого, 1940, Толваярві, Фінляндія) — фінський кінорежисер, що належав до впливової літературної групи модерністів Tulenkantajat. Мав коротку кар'єру, але зняв 5 класичних кінострічок, придбавши славу одного з найталановитіших режисерів Фінляндії. Загинув під час Зимової війни у бою з московитами.

## Життя і кар'єра
За кілька років Тапіоваара зняв усього п'ять фільмів, останній з яких він не встиг завершити. Найвідоміша картина режисера — «Varastettu kuolema» (Вкрадена смерть). Фільм заснований на творі Рунара Шильдта «Lihamylly» («М'ясорубка»), який оповідає про реакції у Фінляндії на політику Миколи II на початку XX століття. Багато сцен з картин Тапіоваара стали класикою фінського кінематографа. Очевидно, що на творчість режисера вплинули роботи французьких майстрів кіно. Тапіоваара дотримувався лівих політичних поглядів, що було рідкістю у Фінляндії 1930-х років. Режисер був активним членом культурного товариства «Кіїла».
Нюрки Тапіоваара загинув у Північному Приладожжі за два тижні до закінчення Московсько-Фінської Зимової війни.

## Фільмографія

### Режисерські роботи
- Juha (Юга) (1937)
- Varastettu kuolema (Вкрадена смерть) (1938)
- Kaksi Vihtoria (Два Вігторі) (1939)
- Herra Lahtinen lähtee lipettiin (1939)
- Miehen tie (Шлях людини) (1940) (не закінчив, зйомки завершили Ерік Бломберґ і Гуґо Гютьонен)

### Сценарії
- Juha (1937) (в титрах не вказаний)
- Kaksi Vihtoria (1939)
- Herra Lahtinen lähtee lipettiin (1939)
- Miehen tie (1940)

### Акторські роботи
- Varastettu kuolema (1938)
- Kaksi Vihtoria (1939)